# Usambaraoehoe
De usambaraoehoe (Ketupa poensis vosseleri synoniem Bubo poensis vosseleri) is een oehoe uit de familie Strigidae. Deze oehoe werd in 1908 als aparte soort beschreven en stond voor 2022 als kwetsbare soort op de de Rode Lijst van de IUCN, maar wordt sinds 2016 door BirdLife International beschouwd als ondersoort van de kleine oehoe.

## Verspreiding en leefgebied
Deze ondersoort is endemisch in het noordoosten van Tanzania.